# شهرستان شیخان

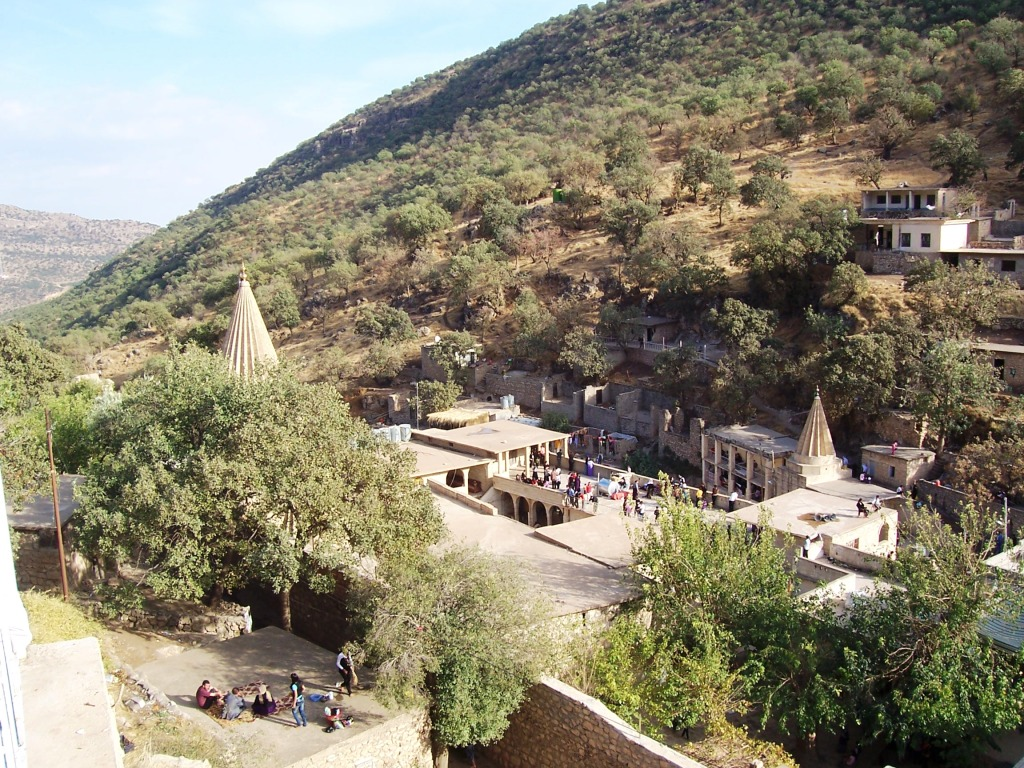
معبد لالش - من نزار ايزيدي

شهرستان شیخان (به عربی: الشیخان ) یک شهرستان در عراق است که در استان دهوک واقع شده‌است.

## خصوصیات
شهرستان شیخان ۱٬۲۵۹ کیلومترمربع مساحت و ۹۰٬۵۹۰ نفر جمعیت دارد.